# سیمئولوئه
سیمئولوئه از جزایر کشور اندونزی در اقیانوس هند است.
جزیره سیمئولوئه در ۱۵۰ کیلومتری کرانه غربی سوماترا قرار گرفته‌است و جزئی از منطقه آچه به‌شمار می‌آید. این جزیره از پیامدهای کشمکش سیاسی میان حکومت اندونزی و جنبش آچه آزاد (GAM) به‌دور مانده‌است.

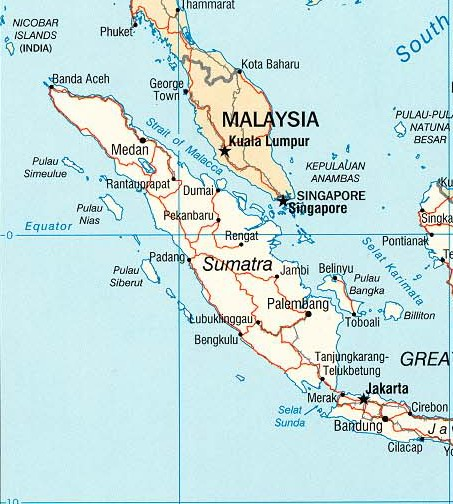
سیمئولوئه در بخش بالای بخش چپ این نقشه قرار دارد.

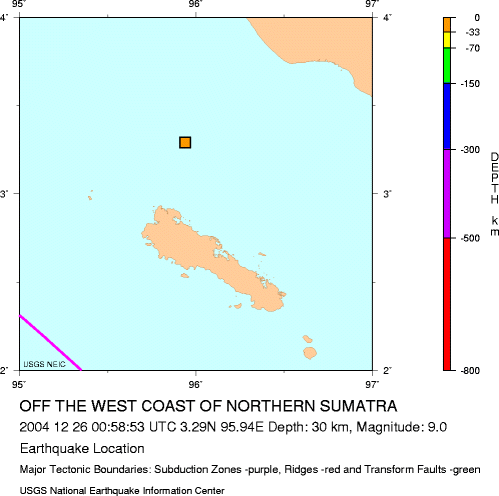